# Mogotes (ort i Colombia, Santander, lat 6,48, long -72,97)
Mogotes är en ort i Colombia.   Den ligger i departementet Santander, i den centrala delen av landet, 240 km nordost om huvudstaden Bogotá. Mogotes ligger 1 681 meter över havet och antalet invånare är 3 438.
Terrängen runt Mogotes är varierad. Runt Mogotes är det ganska glesbefolkat, med 30 invånare per kvadratkilometer. Mogotes är det största samhället i trakten. Omgivningarna runt Mogotes är en mosaik av jordbruksmark och naturlig växtlighet.